# Uludağ
Uludağ je hora v Turecku. Jejím nejvyšším vrcholkem je Kartaltepe s nadmořskou výškou 2543 m. Nachází se 35 km jižně od Bursy a je nejvyšší horou Marmarského regionu. Patří mezi ultraprominentní vrcholy.
V antice byla hora známá jako Mýsijský Olymp a podle legendy z jejího vrcholu sledovali bohové průběh trojské války. Roku 189 př. n. l. se zde konala bitva, v níž vojska Pergamonu a Římanů porazila Galaty. Ve středověku bylo na hoře jedno z center byzantské zbožnosti, pobývali zde svatý Cyril a svatý Metoděj nebo poustevník Ioannikos Veliký. Turecký název Uludağ znamená „velká hora“ nebo „mocná hora“, používá se také označení Keşiş Dağı („hora mnichů“).
Uludağ je známým střediskem zimních sportů, které je spojeno s Bursou lanovou dráhou. Místní horské lesy byly v roce 1961 vyhlášeny národním parkem, kde žije orlosup bradatý, orel skalní, pěvuška podhorní, bělořit plavý a další druhy. Nacházejí se zde minerální prameny, z nichž se vyrábějí nealkoholické nápoje značky Uludağ Gazoz. Do roku 1989 se na svazích hory těžil wolframit.